# Fritz Knöchlein
Fritz Knöchlein, född 27 maj 1911 i München, död 21 januari 1949 i Hameln, var en tysk SS-Obersturmbannführer. Efter andra världskriget dömdes han för krigsförbrytelser och avrättades.

## Biografi
Knochlein var ansvarig för mordet på brittiska soldater under det franska fälttåget 1940. Han var chef för andra kompaniet vid första regementet i SS-Totenkopf-divisionen. Den 27 maj 1940 beordrade Knochlein att 99 brittiska soldater i Le Paradis (Pas-de-Calais) skulle avrättas. Britterna fördes in i en lada på bondgården Creton och avrättades med kulsprutor och handgranater. Endast två britter överlevde och flydde; dessa har efter kriget identifierat sina mördare. På platsen finns idag ett minnesmärke av dådet.